# Demoniciduth
Demoniciduth est un groupe de unblack metal chrétien suisse, originaire de Lausanne, dans le canton de Vaud. Il est formé en 1998, et compte un seul membre actif jusqu'à sa séparation en 2010,.

## Biographie
Demoniciduth est formé en 1998 à Lausanne, dans le canton de Vaud. Le nom du groupe vient du mot « démonicide » (tueur de démons), et comprend initialement de Taanak à la basse et au chant, Kerkor à la batterie, et Tseror à la guitare et aux chœurs.
Leur premier EP est enregistré en 2001, et suit d'un album en 2002 intitulé Post Tenebras Lux. La formation change continuellement, pour cause de dissensions internes au groupe. Ils sortent pourtant leur deuxième album, Dogs of Antichrist - The Valley of Shadow, en 2005. 
Le groupe se sépare en 2010, à la suite de divergences d'opinion à propos du message néosioniste véhiculé et de l'extrémisme le groupe. Ils publient cependant un EP en 2012, intitulé The Valley of Decision. Taanak, le bassiste chanteur, décide tout de même de continuer et se produit au Dikaion Fest avec les musiciens de Golgota. 

## Discographie
- 1999 : Pre-Release (cassette)
- 2001 : Post Tenebras Lux (EP)
- 2002 : Post Tenebras Lux (CD)
- 2005 : Dogs of Antichrist - The Valley of the Shadow (split)
- 2012 : The Valley of Decision